# Jurijs Žigajevs
Jurijs Zigajevs, född den 14 november 1985, är en lettisk fotbollsspelare som spelar i Lettlands fotbollslandslag samt för klubben FK Ventspils.
Žigajevs gjorde debut i Lettlands fotbollslandslag den 13 oktober 2007 i en match borta mot Island vilken Lettland vann.